# Jonathan Cheechoo
Jonathan Earl Cheechoo, né le 15 juillet 1980 à Moose Factory, Ontario, Canada, (une communauté autochtone de la nation crie) est un joueur canadien de hockey sur glace.

## Carrière
Il fut repêché par les Sharks de San José au 2e tour du repêchage d'entrée dans la LNH 1998, 29e au total. Considéré comme un attaquant de puissance, c'est un ailier droit capable de marquer, mais aussi de s'impliquer physiquement. Il développa son talent offensif dans le club école des Sharks de San José, les Barons de Cleveland. Après une saison, il est considéré prêt à faire ses débuts dans la LNH. Jonathan Cheechoo améliore ses performances saisons après saisons jusqu'à ce qu'il remporte lors de la saison 2005-2006 le trophée Maurice-Richard remis au joueur ayant marqué le plus de but, avec un total de 56 buts. Par la suite, ses performances vont drastiquement chuter : 56 buts en 2005-2006, 37 en 2006-2007, 23 en 2007-2008 et seulement 12 en 2008-2009. Durant la saison morte de 2009-2010, il est échangé aux Sénateurs d'Ottawa en compagnie de Milan Michálek en retour de Dany Heatley. Sa descente se poursuit puisqu'il ne réussira qu'à marquer 5 buts avec sa nouvelle équipe.

## Statistiques
| Saison     | Équipe                     | Ligue      |     | Saison régulière | Saison régulière | Saison régulière | Saison régulière | Saison régulière |    | Séries éliminatoires | Séries éliminatoires | Séries éliminatoires | Séries éliminatoires | Séries éliminatoires |
| Saison     | Équipe                     | Ligue      | PJ  | B                | A                | Pts              | Pun              | PJ               | B  | A                    | Pts                  | Pun                  |                      |                      |
| 1997-1998  | Bulls de Belleville        | LHO        | 64  | 31               | 45               | 76               | 62               | 10               | 4  | 2                    | 6                    | 10                   |                      |                      |
| 1998-1999  | Bulls de Belleville        | LHO        | 63  | 35               | 47               | 82               | 74               | 21               | 15 | 15                   | 30                   | 27                   |                      |                      |
| 1999-2000  | Bulls de Belleville        | LHO        | 66  | 45               | 46               | 91               | 102              | 16               | 5  | 12                   | 17                   | 16                   |                      |                      |
| 2000-2001  | Thoroughblades du Kentucky | LAH        | 75  | 32               | 34               | 66               | 63               | 3                | 0  | 0                    | 0                    | 0                    |                      |                      |
| 2001-2002  | Barons de Cleveland        | LAH        | 53  | 21               | 25               | 46               | 54               | -                | -  | -                    | -                    | -                    |                      |                      |
| 2002-2003  | Barons de Cleveland        | LAH        | 9   | 3                | 4                | 7                | 16               | -                | -  | -                    | -                    | -                    |                      |                      |
| 2002-2003  | Sharks de San José         | LNH        | 66  | 9                | 7                | 16               | 39               | -                | -  | -                    | -                    | -                    |                      |                      |
| 2003-2004  | Sharks de San José         | LNH        | 81  | 28               | 19               | 47               | 33               | 17               | 4  | 6                    | 10                   | 10                   |                      |                      |
| 2004-2005  | HV 71                      | Elitserien | 20  | 5                | 0                | 5                | 10               | -                | -  | -                    | -                    | -                    |                      |                      |
| 2005-2006  | Sharks de San José         | LNH        | 82  | 56               | 37               | 93               | 58               | 11               | 4  | 5                    | 9                    | 8                    |                      |                      |
| 2006-2007  | Sharks de San José         | LNH        | 76  | 37               | 32               | 69               | 69               | 11               | 3  | 3                    | 6                    | 6                    |                      |                      |
| 2007-2008  | Sharks de San José         | LNH        | 69  | 23               | 14               | 37               | 46               | 13               | 4  | 4                    | 8                    | 4                    |                      |                      |
| 2008-2009  | Sharks de San José         | LNH        | 66  | 12               | 17               | 29               | 59               | 6                | 1  | 1                    | 2                    | 4                    |                      |                      |
| 2009-2010  | Sénateurs de Binghamton    | LAH        | 25  | 8                | 6                | 14               | 37               | -                | -  | -                    | -                    | -                    |                      |                      |
| 2009-2010  | Sénateurs d'Ottawa         | LNH        | 61  | 5                | 9                | 14               | 20               | 1                | 0  | 0                    | 0                    | 0                    |                      |                      |
| 2010-2011  | Sharks de Worcester        | LAH        | 55  | 18               | 29               | 47               | 14               | -                | -  | -                    | -                    | -                    |                      |                      |
| 2011-2012  | Rivermen de Peoria         | LAH        | 70  | 25               | 31               | 56               | 24               | -                | -  | -                    | -                    | -                    |                      |                      |
| 2012-2013  | Barons d'Oklahoma City     | LAH        | 35  | 13               | 19               | 32               | 16               | 17               | 3  | 9                    | 12                   | 8                    |                      |                      |
| 2013-2014  | KHL Medveščak              | KHL        | 54  | 19               | 19               | 38               | 40               | 4                | 0  | 2                    | 2                    | 8                    |                      |                      |
| 2014-2015  | HK Dinamo Minsk            | KHL        | 49  | 24               | 24               | 48               | 34               | 5                | 0  | 1                    | 1                    | 18                   |                      |                      |
| 2015-2016  | HK Dinamo Minsk            | KHL        | 54  | 16               | 22               | 38               | 28               | 5                | 0  | 1                    | 1                    | 18                   |                      |                      |
| 2016-2017  | HC Slovan Bratislava       | KHL        | 60  | 14               | 26               | 40               | 40               | -                | -  | -                    | -                    | -                    |                      |                      |
| Totaux LNH | Totaux LNH                 | Totaux LNH | 501 | 170              | 135              | 305              | 324              | 59               | 16 | 19                   | 35                   | 32                   |                      |                      |

## Trophées et honneurs personnels
- 1997-1998 : nommé dans l'équipe d'étoiles des recrues de la LHO
- 2000-2001 : nommé dans l'équipe d'étoiles des recrues de la LAH
- 2005-2006 : récipiendaire du trophée Maurice-Richard de la LNH
- 2006-2007 : participation au Match des étoiles de la LNH
- 2010-2011 : participe au Match des étoiles avec l'association de l'Est de la LAH
- 2013-2014 : participe au Match des étoiles de la KHL
- 2014-2015 : sélectionné pour le Match des étoiles de la KHL
- 2015-2016 : participe au Match des étoiles de la KHL